# Ducati 998
La 998 est une moto sportive construite par Ducati, de la famille Testastretta.
Apparue en 2002, la 998 est la remplaçante de la 996. Elle en reprend l'esthétique générale. Sa production s'arrête en 2004, sa remplaçante, la 999, ayant déjà été mise sur le marché en 2002.
Le moteur est un bicylindre en V ouvert à 90°, à quatre temps, à commande de distribution desmodromique. Il utilise des culasses à quatre soupapes. Le tout est inséré dans un cadre treillis tubulaire. Le freinage est confié à Brembo avec un double disque avant de 320 mm et un disque arrière de 245 mm de diamètre.
Elle était disponible en deux coloris, rouge ou jaune.
On distingue plusieurs déclinaisons sur le même modèle.

## 998

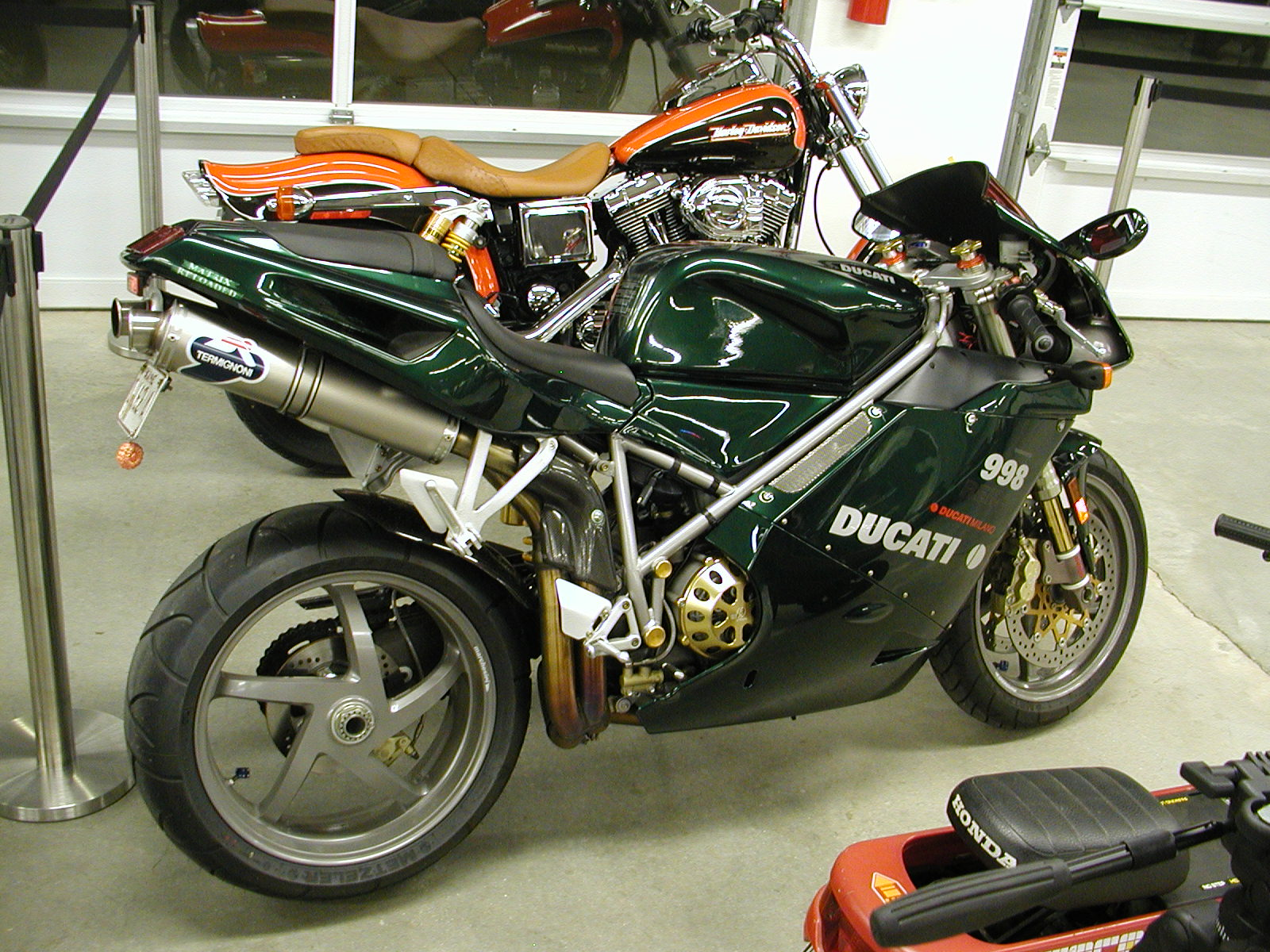
998 Matrix.

La 998 inaugure un nouveau bloc Testastretta, dérivé de la 996R. La puissance est néanmoins revue à la baisse. Le moteur développe 123 ch.
À l'occasion de la sortie du film Matrix Reloaded (2003), Ducati présente une série spéciale appelée « 998 Matrix ». Dans le film, l'un des personnages principaux (Trinity, joué par Carrie-Anne Moss) pilote une 996. La 998 Matrix diffère du modèle standard par sa couleur vert foncé et son monogramme Matrix Reloaded sur les flancs de selle.

## 998 S
Apparue en 2002, la 998 S utilise, elle aussi, le moteur de la 996 R, mais la puissance reste de 136 ch.
Pour célébrer le titre de champion du monde Superbike de Troy Bayliss en 2001, 500 exemplaires d'une version arborant la déco de moto de course sont vendus sur Internet le 4 février 2002. Bayliss a signé lui-même chaque réservoir.
Les machines destinées à l'Amérique du Nord développent 123 ch à 9 500 tr/min, pour un couple de 9,9 kg m à 8 000 tr/min.
De la même manière en 2002, 465 exemplaires d'une version Ben Bostrom (en) Replica verront le jour, dont 155 pour les États-Unis, 155 pour l'Europe et 155 pour le reste du monde, félicitant la troisième place du pilote en Superbike. Son équipement est revu à la hausse, sa fourche est une Öhlins et non pas une Showa comme sur les autres versions. De plus, elle est fournie avec des pneus Dunlop D207RR et non pas des Michelin, le manufacturier anglais étant le sponsor de Ben Bostrom.
Comme la version Bayliss, les modèles pour l'Amérique du Nord ont une puissance inférieure.
En 2004, l'ultime version de la lignée 916 voit le jour : la 998 S Final Édition. L'ensemble des suspensions est estampillé Öhlins. Elle n'est proposée qu'en version rouge et monoposto ou biposto. Elle est vendue en série limitée à 19 995 €.

## 998 R
La 998 R voit le jour en 2002. Comme sa cousine 996R, elle représente le summum de la lignée 998.
La cylindrée est portée à 999 cm3 grâce à une augmentation de l'alésage de 4 mm et une diminution de la course de 4,7 mm. Le moteur développe 139 ch à 10 000 tr/min et 10,7 kg m à 8 000 tr/min.
Les suspensions sont tirées du catalogue Öhlins. Le poids descend à 183 kg grâce à l'emploi de carbone sur l'habillage. Elle est équipée en série de silencieux d'échappement Termignoni en carbone.
Elle est disponible en version rouge monoplace uniquement.